# Carboxyle
Cet article court présente un sujet plus développé dans : Acide carboxylique.

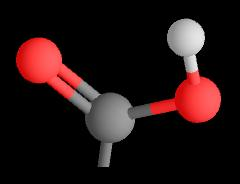
Vue 3D d'un groupement carboxyle : en blanc un atome d'hydrogène, en rouge, un atome d'oxygène, et en gris un atome de carbone.

En chimie organique, un groupe carboxyle est un groupe fonctionnel composé d'un atome de carbone, lié par une double liaison à un premier atome d'oxygène, et par une liaison simple à un second atome d'oxygène, lui-même relié à un atome d'hydrogène. Soit la formule développée suivante :
Les groupements carboxyles s'expriment généralement sous la forme réduite -COOH (forme non ionisée du groupement). La forme ionisée du groupement étant -COO−.
Ce groupe se retrouve dans tous les acides aminés, blocs de base des protéines.
La carboxylation est une réaction chimique aboutissant à la création d'un groupe carboxyle.